# ビビアン・バション
ビビアン・バション（Vivian Vachon、1944年2月14日 - 1991年8月25日）は、カナダの女子プロレスラー。ケベック州モントリオール出身のフランス系カナダ人。
兄のマッドドッグ・バションとブッチャー・バション、姪のルナ・バションもプロレスラーとして活躍した。

## 来歴
16歳よりファビュラス・ムーラが主宰するプロレスリング・スクールに通い、その後は2人の兄とともにトレーニングを積み、10代のうちにデビューした。
1971年2月にカリフォルニア女子王座を、さらに11月4日にはAWA世界女子王座を獲得。
1976年3月、全日本女子プロレスに初来日。赤城マリ子が持つWWWA世界シングル王座や、イボンヌ・ジェニングスと組んでWWWA世界タッグ王座に挑戦した。
その後、AWAのバディ・ウォルフと結婚。
1986年に旗揚げされたジャパン女子プロレスにも来日した。
1991年8月25日に交通事故で死去。47歳没。

## 得意技
- ブレーン・バスター
- スリーパー・ホールド

## 獲得タイトル
AWA
- AWA世界女子王座

その他
- GPW女子王座
- カリフォルニア女子王座